# Carmen (opera)
A Carmen Georges Bizet három- (az utolsóban két színnel) vagy négyfelvonásos operája. Szövegkönyvét Henri Meilhac és Ludovic Halévy írták Prosper Mérimée azonos című, 1845-ben írt regénye alapján.
Az opera ősbemutatójára 1875. március 3-án került sor Párizsban, az Opéra Comique-ban. A budapesti bemutató 1876. október 28-án volt a Nemzeti Színházban. A magyar fordítás id. Ábrányi Kornél műve.

## Szereplők
| Szereplő                                                                              | Hangfekvés   |
| ------------------------------------------------------------------------------------- | ------------ |
| Carmen, cigánylány                                                                    | mezzoszoprán |
| Don José, tizedes                                                                     | tenor        |
| Micaëla, parasztlány                                                                  | szoprán      |
| Escamillo, torreádor                                                                  | bariton      |
| Remendado, csempész                                                                   | tenor        |
| Dancaïre, csempész                                                                    | bariton      |
| Zuniga, hadnagy                                                                       | basszus      |
| Morales, szakaszvezető                                                                | bariton      |
| Frasquita, cigánylány                                                                 | szoprán      |
| Mercédès, cigánylány                                                                  | mezzoszoprán |
| Katonák, gyerekek, cigánylányok, fiatal férfiak, csempészek, torreádorok, városlakók. |              |

## Cselekménye
Helyszín: Sevilla és környéke
Idő: 1820 körül

### Első felvonás
Tér Sevillában a dohánygyár előtt
Moralès és katonái ügyelnek a rendre a városban. Megérkezik Micaëla, a parasztlány, aki szerelmét keresi, és mivel Don José éppen nincs szolgálatban megígéri, hogy később visszatér. Röviddel Micaëla távozása után megérkezik Zuniga és José. Lezajlik az őrségváltás, melyet egy csapat utcagyerek leutánoz. Moralès közli Joséval, hogy egy kék szoknyájú, szőke hajú lányka érdeklődött utána. Zuniga és José éppen a dohánygyárban dolgozó könnyűvérű lányokról társalognak, amikor megkondul a delet jelző harang: a téren összegyűlik a város férfinépe, és várják a gyárból érkező lányokat. Utolsónak Carmen érkezik. A férfiak, az udvarlók nekiszegezik a kérdést, hogy választ-e vajon férjet közülük? Carmen azt feleli, hogy talán, (Don Joséra nézve) de ma még biztos nem. Ezután dalt énekel a cigányok szerelmi szokásairól (Habanera). Még mielőtt visszatérne a gyárba, letépi a ruháját díszítő rózsaszálat, és Don José elé dobja, akinek gondolatai Micaëlán járnak. A tizedest felbosszantja a cigánylány szemtelensége. Micaëla visszatér, és átadja Josénak az édesanyja levelét, aki arra kéri fiát, hogy térjen vissza szülőfalujába, és nősüljön meg. A tizedes eldönti, hogy Micaëlát nőül fogja venni. Amint a parasztlány eltávozik, óriási sikoly hallatszik, és kiszaladnak a gyárból a lányok. A katonák megtudják, hogy Carmen összetűzésbe került egy másik lánnyal, akinek egy késsel megvágta az arcát. Zuniga Carmentől érdeklődik az eset felől, a lány azonban dacol vele. A felbőszült hadnagy megparancsolja Josénak, hogy tartóztassa le a lányt, amíg ő megírja az elfogatóparancsot. A kedélyek lecsillapodnak, a lányok elvonulnak, távozik a hadnagy is. Menekülése érdekében Carmen elcsábítja Josét egy seguidillával (Près des remparts de Séville). A tizedes kioldja köteleit. Amikor Zuniga visszatér, és megparancsolja a tizedesnek, hogy vigye a börtönbe a bűnös cigánylányt, Carmen a földre taszítja Josét, és nevetve elmenekül. Don Josét letartóztatják.

### Második felvonás
Lillas Pastia kocsmája
Két hónappal később Zuniga Lillas Pastia kocsmájába látogat, ahol megtalálja Carment csempész barátainak társaságában. Miközben a cigánylánynak udvarol, megérkezik Escamillo, a neves torreádor (Votre toast, je peux vous le rendre), aki szintén udvarolni kezd Carmennek, de visszautasításra talál. Miután mindenki távozik, és Carmen egyedül marad, megérkezik Dancaïre és Remendado, a két csempész, akik arra kérik a lányt, hogy segítsen nekik eltüntetni a Gibraltáron keresztül becsempészett árukat. Carmen azonban visszautasítja őket, és a két férfi nagy csodálkozására arra hivatkozik, hogy szerelmes. Megérkezik José, aki közel két hónapig raboskodott, amiért szabadon engedte a cigánylányt, és a katonaságból is elbocsátották. A cigánylány elbűvöli Josét táncával, de amikor távozni kell José előrántja a virágot, melyet egykoron lábai elé dobott, és szerelmet vall. A cigánylányt ez hidegen hagyja, és azt mondja Josénak, hogy ha igazán szereti őt, akkor csatlakozzon ő is a csempészekhez. Éppen távozna, amikor belép Zuniga és le akarja tartóztatni a lányt. Don José kardot ránt egykori felettesére, de még mielőtt tettlegességre kerülne sor, a csempészek lefegyverzik mindkettejüket. Zunigát lefogják. Josénak így nem marad más választása mint elmenekülni a csempészekkel.

### Harmadik felvonás – 1. kép
A csempészek tábora
Carmen és José a csempészekkel utaznak. Egy éjszakára a Sevilla melletti sziklák között táboroznak le. A cigánylány szerelme José iránt rég kihűlt, és ezt többször is az egykori tizedes tudtára adja, azt tanácsolva, hogy térjen vissza szülőfalujába. A három cigánylány (Carmen, Frasquita és Mercédès) kártyaolvasással foglalkozik: Frasquita és Mercédès szerelmet és gazdagságot látnak jövőjükben, Carmen viszont saját és José halálát olvassa ki a lapokból. Mikor mindenki alszik, csak José őrködik a lopott áru fölött, váratlanul Micaëla toppan be, de amikor meglátja, hogy szerelme valakire rálő, megbújik a sziklák között. José Escamillóra lőtt rá figyelmeztetésül, de amikor a torreádor megérkezik, örömmel fogadja. Escamillo elmeséli, hogy halálosan szerelmes Carmenbe, a cigánylányba, ugyanakkor elmondja Josénak Carmen esetét a tizedessel, nem tudva, hogy történetének főszereplőjével áll szemben. José felbőszül, és kést ránt Escamillóra, aki azonban hamar fölébe kerekedik a csatában. Miután azonban kése eltörik, csak az érkező csempészek tudják megakadályozni, hogy José meg ne sebesítse. Escamillo távozik, de előtte még meghívja a csempészeket következő sevillai bikaviadalára. Remendado megtalálja Micaëlát, és José elé viszi. A lány sírva elpanaszolja, hogy édesanyja haldoklik, és látni szeretné fiát. Carmen csúfot űz belőle, de José végül elhatározza, hogy hazamegy, és majd később tér vissza Carmenhez. A távolban felcsendül Escamillo éneke, Carmen utána akar futni, de José elállja az útját.

### Harmadik felvonás – 2. kép
Sevillában az aréna előtti téren, a bikaviadal napján
A csempészek eleget tesznek Escamillo meghívásának, és elmennek a bikaviadalra. Az aréna előtti téren pezseg az élet: kereskedők és cigányok árulják portékáikat. Zuniga a tömegben találkozik Frasquitával és Mercédèsszel, akiktől megtudja, hogy Carmen Escamillót szereti. A tömeg hatalmas ünnepléssel fogadja a quadrillát. Megérkezik Escamillo is, jobbján Carmennel, aki büszkén jelenti ki, hogy soha nem volt még ilyen szerelmes. Miután Escamillo az arénába távozik, Frasquita és Mercédès figyelmeztetik Carment, hogy a tömegben van José is, de Carmen kigúnyolja félelmüket. Mielőtt azonban az arénába lépne, útját állja a kétségbeesett José, aki arra kéri, hogy térjen vissza hozzá, szeresse ismét. Carmen visszautasítja, és a férfi tudomására hozza, hogy ő már mást szeret. Amikor az arénából üdvrivalgások hallatszanak, Carmen ismét megpróbál bejutni, de José nem engedi. Még egyszer könyörög szerelméért, de a cigánylány hajthatatlan. A felbőszült José előrántja kését, és leszúrja a lányt, éppen abban a pillanatban, amikor az arénában felcsendül az Escamillót dicsőítő üdvrivalgás. Mikor a nézők előjönnek, megtalálják a Carmen holtteste mellett térdeplő és vezeklő Josét.

## Híres áriák, kórusművek
- Nyitány
- Avec la garde montante – Gyermekkórus (első felvonás)
- L'amour est un oiseau rebelle – Habanera (első felvonás)
- Parle-moi de ma mère! – Don José és Micaëla kettőse (első felvonás)
- Près des remparts de Séville – Seguidilla (első felvonás)
- Les tringles des sistres tintaient – Carmen, Frasquita és Mercédès dala (második felvonás)
- Votre toast, je peux vous le rendre… Toreador, en garde – Escamillo belépője, a Torreádor-dal (második felvonás)
- La fleur que tu m'avais jetée – Don José áriája, a Virág-dal (második felvonás)
- Je dis que rien ne m'épouvante – Micaëla áriája (harmadik felvonás)
- Les voici, le quadrille! – kórus (negyedik felvonás)
- C'est toi! C'est moi! – Carmen és Don José duettje (negyedik felvonás)

## Galéria

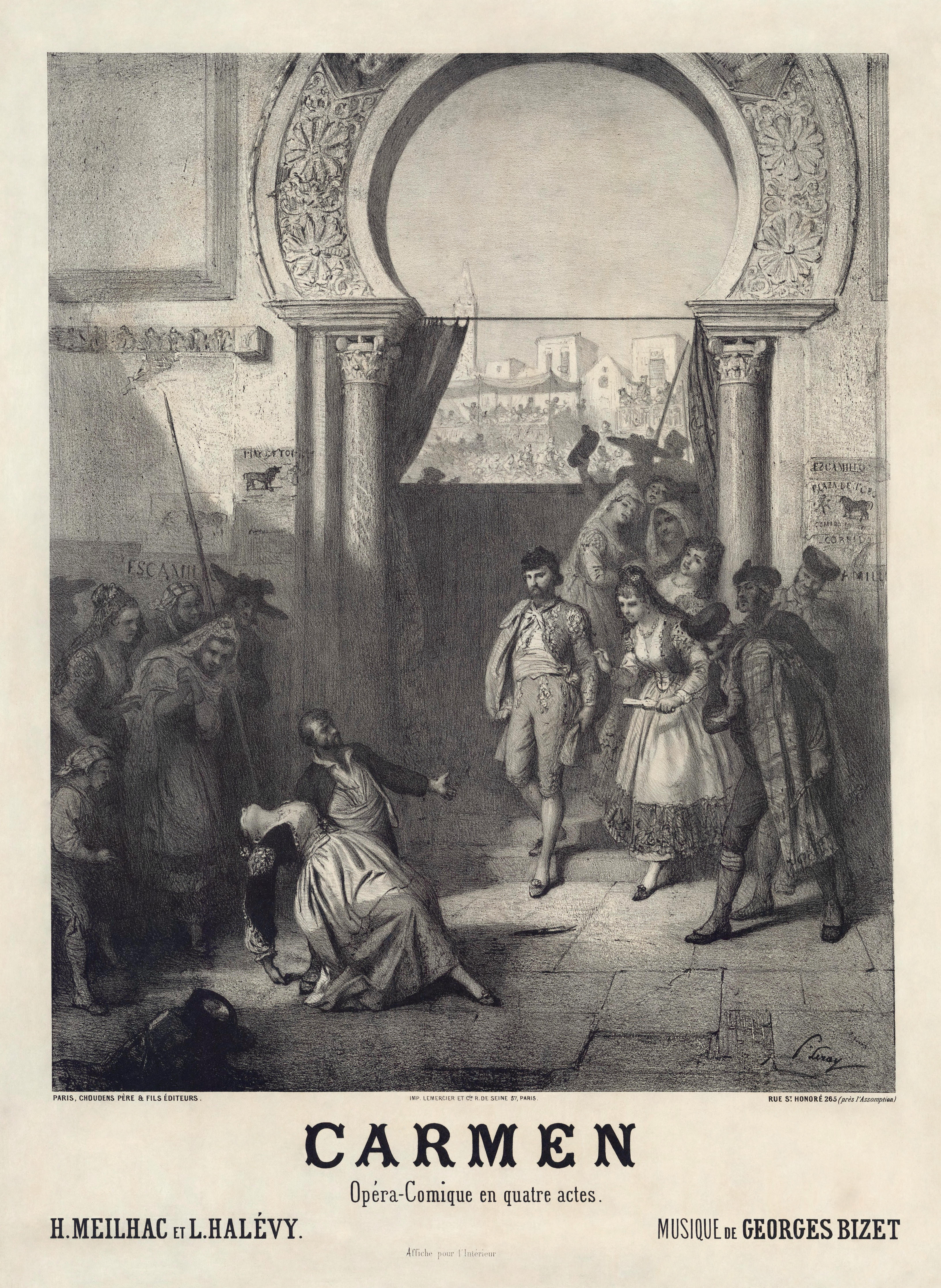
A bemutató plakátja (1875)
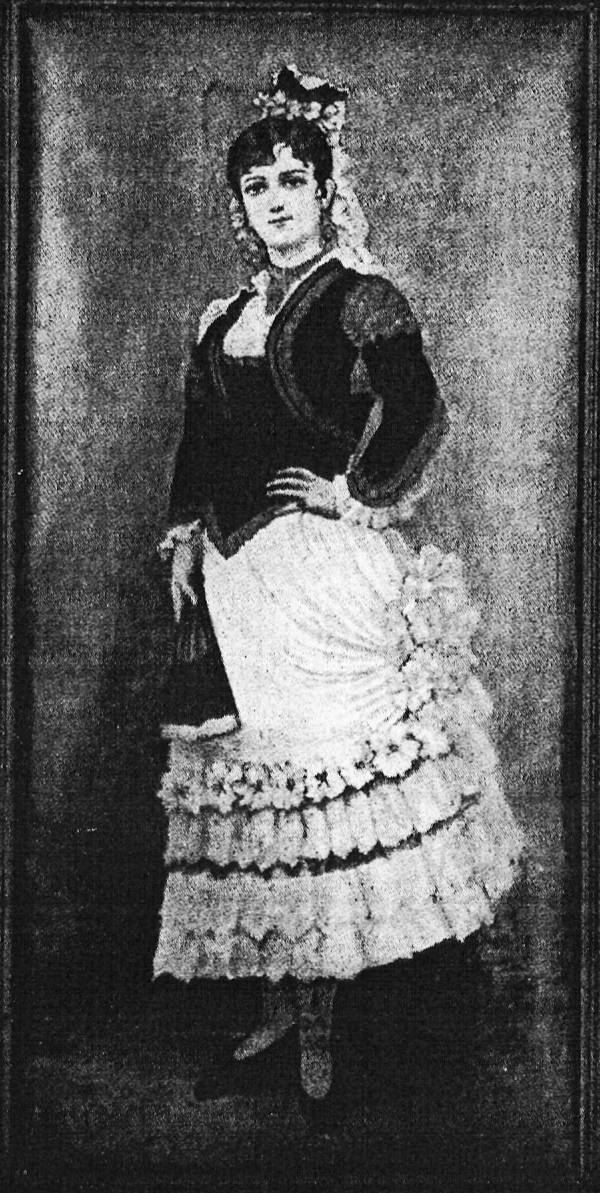
Célestine Galli-Marié Carmen szerepében (1875)
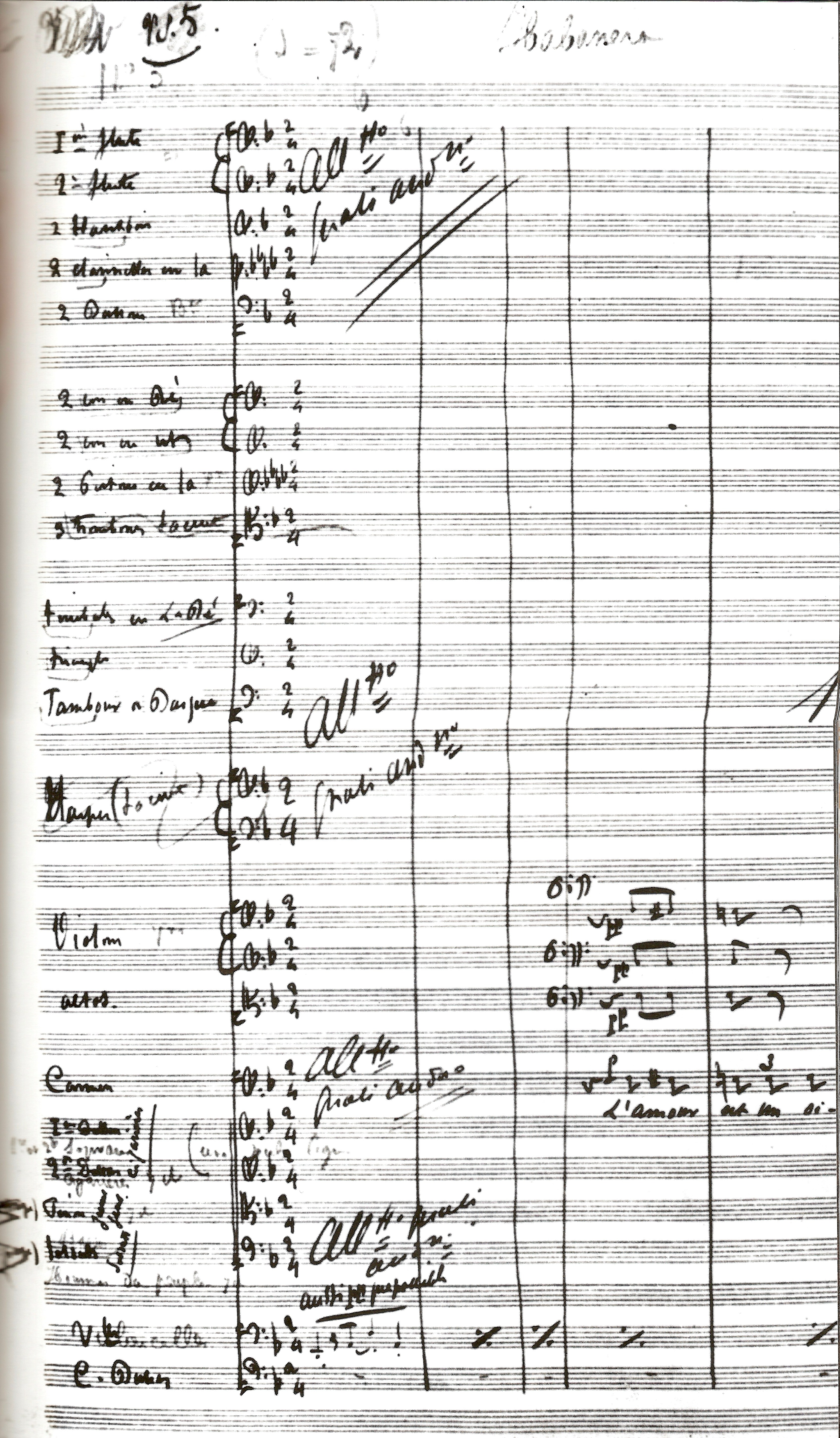
A Habanera eredeti kottája
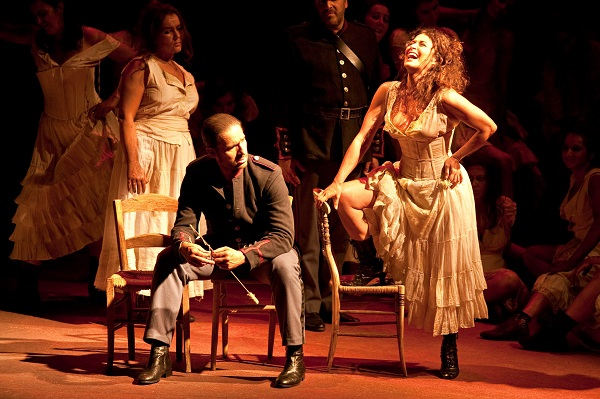
Jelenet egy mai Opéra Comique-előadásból (2009)